# Scaptomyza adusta
Scaptomyza adusta is een vliegensoort uit de familie van de fruitvliegen (Drosophilidae). De wetenschappelijke naam van de soort werd voor het eerst geldig gepubliceerd in 1862 door Hermann Loew.